# Barbadoské prezidentské volby 2021

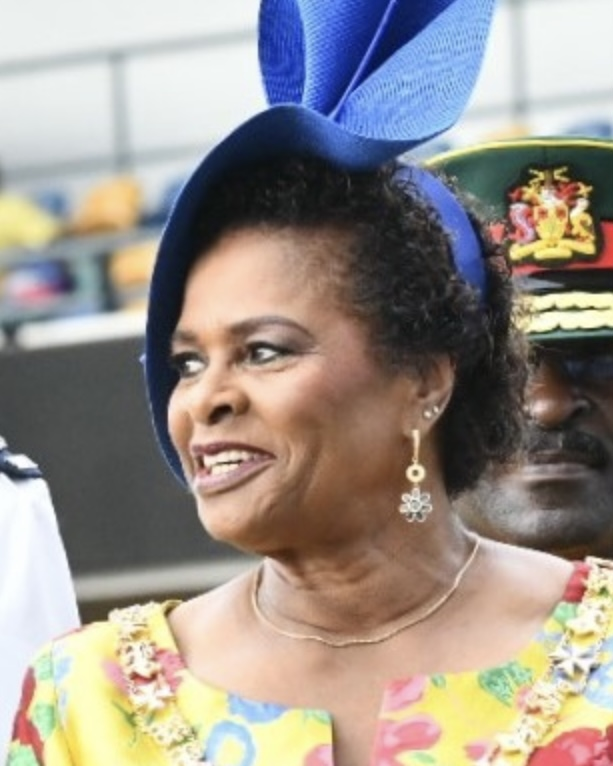
Vítězka voleb, Snadra Masonová

Barbadoské prezidentské volby 2021 se konaly na Barbadosu dne 20. října 2021 s cílem vybrat prvního prezidenta Barbadosu. Prezidentkou byla zvolena úřadující generální guvernérka Barbadosu, Sandra Masonová a jako hlavu státu Barbados a 30. listopadu 2021 po složení prezidentské přísahy na Barbadosu nahradí britskou královnu Alžbětu II. Zvolena byla nepřímou volbou parlamentem Barbadosu.

## Kandidátka
Úřadující generální guvernérka Barbadosu Sandra Masonová byla jedinou kandidátkou na úřad prazienta. Nominována byla předsedkyní vlády Miou Mottleyovou a vůdcem opozice biskupem Josephem Atherleyem. Sandra Masonová by měla prezidentský slib složit 30. listopadu, na den 55. výročí nezávislosti Barbadosu.

## Výsledky
| Kandidát                  | Senát | Senát  | Sněmovna | Sněmovna |
| Kandidát                  | Hlasy | %      | Hlasy    | %        |
| ------------------------- | ----- | ------ | -------- | -------- |
| Sandra Masonová           | 18    | 100,00 | 27       | 100,00   |
| Nevyužité hlasy           | 1     | -      | 0        | -        |
| Celkem                    | 19    | 100,00 | 27       | 100,00   |
|                           |       |        |          |          |
| Celkem hlasů              | 19    | 100,00 | 27       | 100,00   |
| Zdrželi se hlasování      | 2     | 9,52   | 3        | 10,00    |
| Registrovaní voliči/účast | 21    | 90,48  | 30       | 90,00    |
| Zdroje                    |       |        |          |          |